# Daniel Fernando Sturla Berhouet
Daniel Fernando Sturla Berhouet S.D.B., urugvajski rimskokatoliški duhovnik, škof in kardinal, * 4. julij 1959, Montevideo, Urugvaj.